# Zenon Wachlowski (prawnik)
Zenon Wachlowski (ur. 3 października 1905 we Lwowie, zm. 1940 w Kijowie) – polski prawnik, specjalista prawa politycznego, docent Uniwersytetu Jana Kazimierza we Lwowie, ofiara zbrodni katyńskiej.

## Życiorys
Urodził się 3 października 1905 we Lwowie. Był synem Zenona, ppłk. dr. lekarza Wojska Polskiego (ur. 1874) i Ludwiki z domu Turteltaub. Podczas studiów był współzałożycielem polskiej korporacji akademickiej „Leopolia” (sekretarz 1924/1925, prezes 1925/1926 wiceprezes w 1925 i prezes w roku akademickim 1926/1927 Towarzystwa Biblioteki Słuchaczy Prawa). W 1927 r. ukończył studia na Wydziale Prawa Uniwersytetu Jana Kazimierza (UJK) we Lwowie. Był uczniem Stanisława Starzyńskiego i Ludwika Ehrlicha. W 1927 r. został asystentem wolontariuszem przy Katedrze Prawa Politycznego i Prawa Narodów  prof. Ludwika Ehrlicha na Wydziale Prawa UJK. W 1927 r. reaktywował czasopismo wydawane przez Towarzystwo Biblioteka Słuchaczów Prawa UJK „Prawnik”, ale wkrótce periodyk ponownie upadł. W 1930 r. na podstawie pracy pt. Suwerenność prawna i polityczna w historii i teorii angielskiej uzyskał na WP UJK we Lwowie stopień naukowy doktora praw. W latach 1931–1933, dzięki stypendium Fundacji Rockefellera, Wachlowski odbył studia naukowe w Stanach Zjednoczonych. Po powrocie opublikował książkę pt. Rząd prezydencjalny w Stanach Zjednoczonych Ameryki (1933). Na jej podstawie mocą uchwały Rady Wydziału Prawa UJK z 4 lipca 1935 r. został habilitowany z prawa politycznego. Habilitacja została zatwierdzona przez Ministerstwo WRiOP w październiku 1935 r. Odtąd posiadał zwyczajowy tytuł docenta prawa politycznego i prawa narodów. W październiku 1936 otrzymał veniam legendi z zakresu prawa politycznego na Wydziale Prawa Uniwersytetu Jana Kazimierza we Lwowie. Do 1939 pozostawał docentem i jednocześnie asystentem przy Zakładzie Prawa Politycznego i Prawa Narodów prof. Ludwika Ehrlicha. Był wykładowcą w ramach Studium Dyplomatycznego Uniwersytetu Jana Kazimierza we Lwowie. W latach 1928–1931 odbył aplikację w Prokuratorii Generalnej RP oddział we Lwowie, a następnie, co najmniej do 1937 r. pracował jako referendarz w oddziale lwowskim Prokuratorii Generalnej
Od stycznia 1935 był prezesem Koła Przyjaciół Związku Strzeleckiego przy Zarządzie Z.S. we Lwowie (stowarzyszenia wspierającego Związek Strzelecki, wiceprezesem KPZS Juliusz Petry, a innym członkiem został Kazimierz Szpaczyński). Był także seniorem organizacji POlska Młodzież SPołeczno-Demokratyczna.
Po wybuchu II wojny światowej, kampanii wrześniowej i agresji ZSRR na Polskę z 17 września 1939 oraz kapitulacji Lwowa był prowadzącym tajnego spotkania Związku Demokratycznego Docentów i Asystentów UJK w październiku 1939, zorganizowanego na Katedrze Prawa Międzynarodowego UJK, podczas którego przedstawił potrzebę inicjowania ruchu konspiracyjnego. W późniejszym czasie pozostawał głównym działaczem tego związku (wraz z nim m.in. inni pracownicy naukowi lwowskiego Wydziału Prawa: Kazimierz Grzybowski i Władysław Mikuszewski). Z polecenia władz b. Związku Demokratycznego oraz pracowników naukowych Wydziału Prawa UJK wygłosił tamże bałwochwalczy wykład dotyczący konstytucji ZSRR z 1936 (miało to na celu zorientowanie się o sytuacji i położeniu wobec sowieckich okupantów). Po przemianowaniu uczelni na Lwowski Państwowy Uniwersytet im. Iwana Franki został drugim zastępcą prezesa Związku Zawodowego Pracowników Uniwersytetu (tzw. „Profspilka”, do którego przynależność była obowiązkowa, prezesem był prof. Stanisław Kulczyński). Na początku marca 1940 został aresztowany przez funkcjonariuszy NKWD w związku z antysowiecką działalnością konspiracyjną. Był przetrzymywany we lwowskim więzieniu na Zamarstynowie. Ślad po nim zaginął 22 marca 1940 (według innego źródła, został aresztowany przez NKWD w kwietniu 1940, a dzień po nim również dr Z. Wachlowski). Na wiosnę 1940 został przewieziony do Kijowa i zamordowany przez NKWD w ramach zbrodni katyńskiej. Jego nazwisko znalazło się na tzw. Ukraińskiej Liście Katyńskiej opublikowanej w 1994 (został wymieniony na liście wywózkowej 71/2-58 oznaczony numerem 413; dosłownie wymieniony jako Zenon Wachlewski). Ofiary tej części zbrodni katyńskiej zostały pochowane na otwartym w 2012 Polskim Cmentarzu Wojennym w Kijowie-Bykowni.
Zenon Wachlowski był żonaty z Ireną Łomnicką (kuzynka Jerzego Lerskiego).
Władysław Mikuszewski także został ofiarą zbrodni katyńskiej na obszarze obecnej Ukrainy.

## Publikacje
- Rys organizacji policji w Polsce przedrozbiorowej (1925)[24][25]
- Dylacje procesowe w sądownictwie ziemi ruskiej XV i XVI wieku (1926)[26]
- Rząd prezydencjalny w Stanach Zjednoczonych Ameryki (1935)[27]
  - Presidential Government in the United States of America: English Resumé[28]
- Points de discussion au sujet de l'application de la méthode des cas (case method) dans l'enseignement du droit des gens (1935)[29]
- Konstytucja Rzeczypospolitej z 3 Maja 1791 r. a Konstytucja z 23 kwietnia 1935 r. (1938, współautor: Lesław Adam)[24][30]
- Suwerenność prawna i polityczna w historii teorii angielskiej (1938)[31]
- Stronnictwa polityczne w państwie współczesnym (1939[24], reprint w 2011)[24][32]